# Audrey Jacobs
Audrey Jacobs (Velden, 21 maart 2004) is een Nederlands atlete. Zij is gespecialiseerd in het kogelslingeren. Op deze discipline is ze meermaals Nederlands kampioen geworden. 

## Biografie
Audrey Jacobs komt uit een atletiekfamilie. Op jonge leeftijd korfbalde ze. Op elfjarige leeftijd stapte ze over naar atletiek en daarin bleek ze talent te hebben voor de werpnummers. In de zomer van 2018 ging ze met trainer Jan Titulaer kogelslingeren. Met een nieuw persoonlijk record van 45 meter kon ze meedoen met de regiotraining van Michel Leinders. Op de Nederlandse kampioenschappen voor C-junioren in 2019, won ze zilver met de discus (1 kg, 40,42 meter) en goud bij het kogelslingeren met een worp van 59,91 meter. Op de NK atletiek 2020 voor senioren, werd de toen zestienjarige vijfde met een worp van 54,65 meter.
Jacobs werd in 2022 kampioen op het NK atletiek 2022 in Apeldoorn door 60,90 meter te slingeren met haar kogel. Een week eerder was ze al kampioen geworden bij de junioren met een afstand van 63,52 m. Datzelfde jaar deed ze voor het eerst mee aan een internationaal toernooi in Cali op het WK -20. Hier wierp ze haar kogel met een afstand van 60,83 meter, wat goed was voor een zevende plaats in het eindklassement. Hierna begon Jacobs met studeren aan de Universiteit van Californië in Berkeley.
In 2023 verbrak Jacobs het Nederlands juniorenrecord op een toernooi in Sacramento. De afstand van 64,57 meter was ruim een meter verder dan haar oude record. Van de Nederlandse vrouwen hadden alleen Debby van der Schilt (2004) en Wendy Koolhaas (2018) verder gegooid.
Op de Europese Spelen 2023 in het Poolse Chorzów werd Jacobs veertiende door 59,43 meter te werpen. Ze deed ook mee aan het EK -20 in Jeruzalem, waar ze de achtste plaats behaalde met een afstand van 59,72 meter. Alleen kampioene Valentina Savva kwam tijdens het toernooi verder dan Jacobs' worp van 63,35 meter tijdens de kwalificatie. Tevens werd Jacobs in 2023 opnieuw Nederlands kampioen door haar kogel 59,90 meter ver te werpen.

## Nederlandse kampioenschappen
| Onderdeel      | Jaar       |
| -------------- | ---------- |
| kogelslingeren | 2022, 2023 |

## Persoonlijke records
| Onderdeel      | Prestatie | Datum        | Plaats   |
| -------------- | --------- | ------------ | -------- |
| kogelslingeren | 65,22 m   | 6 april 2024 | Berkeley |

## Palmares

### kogelslingeren
- 2022:  NK U20 - 63,52 m
- 2022: 7e WK U20 - 60,83 m (61,81 kwalificatie)
- 2022:  NK - 60,90 m
- 2023: 8e EK U20 - 59,72 m (63,35 kwalificatie)
- 2023:  NK - 59,90 m
- 2025:  NK - 59,99 m